# Heterogeomys hispidus
Heterogeomys hispidus is een zoogdier uit de familie van de goffers (Geomyidae). De wetenschappelijke naam van de soort werd voor het eerst geldig gepubliceerd door Le Conte in 1852.